# Liga ACT 2007
La temporada 2007 de la Liga ACT (conocida como Liga San Miguel por motivos de patrocinio) es la quinta edición de la competición de traineras organizada por la Asociación de Clubes de Traineras. Compitieron 12 equipos encuadrados en un único grupo. La temporada regular comenzó el 7 de julio en El Grove (Pontevedra) y terminó el 16 de septiembre en Bermeo (Vizcaya). Posteriormente, se disputaron los play-off para el descenso a la Liga ARC o a la Liga LGT.

## Sistema de competición
La competición consta de tres tipos de regatas:
- Regatas puntuables: computan para la clasificación de la liga y todos los clubes deben participar en ellas.
- Regatas no puntuables: no computan para la clasificación de la liga y los clubes pueden no participar en ellas mediando causa justificada. En la temporada 2007, no hubo regatas de este tipo.
- Regatas de play-off: se disputan 2 regatas en la que participan los últimos clasificados antes de las dos últimas regatas y los dos primeros del play-off previo de ascenso disputado entre dos representantes de la Liga ARC y otros dos de la LGT.

En esta edición se disputaron 18 banderas durante la temporada regular y dos regatas de play-off. Todos los integrantes de la Liga ACT disputan las regatas puntuables excepto las dos últimas ya que éstas coinciden con el desarrollo de los play-off. En estas dos últimas regatas no participan los siguientes clasificados después de la decimosexta regata: los clasificados en los puestos noveno y décimo; el penúltimo y último clasificados ya que reman en la tanda de los play-off. Por tanto, estas dos últimas banderas solo las disputan los ocho primeros clasificados tras la disputa de las 16 primeras regatas.

## Calendario

### Temporada regular
Las siguientes regatas tuvieron lugar en 2007.
| Orden | Regata                                               | Fecha            | Hora  | Localidad            | Provincia  |
| ----- | ---------------------------------------------------- | ---------------- | ----- | -------------------- | ---------- |
| 1     | V Bandera Outon Xunqueiriña                          | 27 de julio      | 18:30 | El Grove             | Pontevedra |
| 2     | XVII Bandera Concejo de Boiro                        | 8 de julio       | 12:00 | Boiro                | La Coruña  |
| 3     | III Bandera Marina de Cudeyo - Gran Premio Dynasol   | 14 de julio      | 18:00 | Pedreña              | Cantabria  |
| 4     | IX Bandera Telefónica                                | 15 de julio      | 12:00 | San Sebastián        | Guipúzcoa  |
| 5     | XIII Bandera Cofradía de Pescadores de San Pedro     | 21 de julio      | 18:30 | Pasajes de San Pedro | Guipúzcoa  |
| 6     | XIX Bandera de Plencia                               | 22 de julio      | 11:30 | Plencia              | Vizcaya    |
| 7     | XXIX Bandera de Guecho                               | 28 de julio      | 18:00 | Guecho               | Vizcaya    |
| 8     | IX Bandera Flaviobriga                               | 29 de julio      | 12:00 | Castro-Urdiales      | Cantabria  |
| 9     | XX Bandera de Fuenterrabía - Gran Premio Caja Madrid | 4 de agosto      | 18:45 | Fuenterrabía         | Guipúzcoa  |
| 10    | XXII Bandera de Zumaya                               | 5 de agosto      | 12:00 | Zumaya               | Guipúzcoa  |
| 11    | XXX Bandera de Zarauz (jornada 1)                    | 18 de agosto     | 18:30 | Zarauz               | Guipúzcoa  |
| 12    | XXX Bandera de Zarauz (jornada 2)                    | 19 de agosto     | 12:00 | Zarauz               | Guipúzcoa  |
| 13    | XII Bandera Villa de Laredo                          | 25 de agosto     | 17:00 | Laredo               | Cantabria  |
| 14    | XVII Bandera de Orio - X Bandera Inmobiliaria Orio   | 26 de agosto     | 12:00 | Orio                 | Guipúzcoa  |
| 15    | I Bandera Bahía de Gorliz - Gran Premio Telepizza    | 15 de septiembre | 17:00 | Górliz               | Vizcaya    |
| 16    | XXV Bandera Villa de Bermeo                          | 16 de septiembre | 12:00 | Bermeo               | Vizcaya    |
| 17    | I Bandera de Bilbao                                  | 22 de septiembre | 16:30 | Bilbao               | Vizcaya    |
| 18    | XXXIII Bandera El Corte Inglés                       | 23 de septiembre | 12:00 | Portugalete          | Vizcaya    |

### Play-off de ascenso a Liga ACT
| Orden | Regata      | Fecha            | Hora  | Provincia |
| ----- | ----------- | ---------------- | ----- | --------- |
| 1     | Bilbao      | 22 de septiembre | 16:30 | Vizcaya   |
| 2     | Portugalete | 23 de septiembre | 12:00 | Vizcaya   |

## Traineras participantes
| Equipo                    | Nombre de la Trainera | Localidad            | Provincia  |
| ------------------------- | --------------------- | -------------------- | ---------- |
| Mecos-Mondariz            | Mequiña               | El Grove             | Pontevedra |
| Cabo da Cruz              | Cabo da Cruz          | Boiro                | La Coruña  |
| Pedreña                   | Marina de Cudeyo      | Pedreña              | Cantabria  |
| Laredo                    | La Pejinuca           | Laredo               | Cantabria  |
| Castro-Naturhouse         | La Marinera           | Castro-Urdiales      | Cantabria  |
| Arkote                    | Plentzitarra          | Plencia              | Vizcaya    |
| Urdaibai-Umpro Avia       | Bou Bizkaia           | Bermeo               | Vizcaya    |
| Zumaia-Altuna y Uria      | Telmo Deun            | Zumaya               | Guipúzcoa  |
| Zarautz-Inmobiliaria Orio | Enbata                | Zarauz               | Guipúzcoa  |
| Orio-Grupo Éibar          | Txiki                 | Orio                 | Guipúzcoa  |
| San Pedro-Ecolmare        | Libia                 | Pasajes de San Pedro | Guipúzcoa  |
| Hondarribia               | Ama Guadalupekoa      | Fuenterrabía         | Guipúzcoa  |

 Los clubes participantes están ordenados geográficamente, de oeste a este 

### Equipos por provincia
| Provincia  | N. | Equipos                                                                                            |
| ---------- | -- | -------------------------------------------------------------------------------------------------- |
| Guipúzcoa  | 5  | Hondarribia, Orio-Grupo Éibar, San Pedro-Ecolmare, Zarautz-Inmobiliaria Orio, Zumaia-Altuna y Uria |
| Cantabria  | 3  | Castro-Naturhouse, Laredo, Pedreña                                                                 |
| Vizcaya    | 2  | Arkote, Urdaibai-Avia                                                                              |
| Pontevedra | 1  | Mecos-Mondariz                                                                                     |
| La Coruña  | 1  | Cabo da Cruz                                                                                       |

### Ascensos y descensos
| Pos. | Ascendido de liga ARC 2006 |
| ---- | -------------------------- |
| 1.º  | San Pedro-Ecolmare         |

| Pos. | Descendido a liga ARC 2007 |
| ---- | -------------------------- |
| 12.º | San Juan-Sumelec           |

     Ascenso después de play-off.

     Descenso después de play-off.

## Clasificación

### Temporada regular
A continuación se recoge la clasificación en cada una de las regatas disputadas.
Los puntos se reparten entre los doce participantes en cada regata.
| Posición | 1.º | 2.º | 3.º | 4.º | 5.º | 6.º | 7.º | 8.º | 9.º | 10.º | 11.º | 12.º |
| Puntos   | 12  | 11  | 10  | 9   | 8   | 7   | 6   | 5   | 4   | 3    | 2    | 1    |

| Pos. | Club                      | Trainera         | 1 OUT | 2 BOI | 3 CUD | 4 TEL | 5 COF | 6 PLE | 7 GUE | 8 FLA | 9 FUE | 10 ZUM | 11 ZA1 | 12 ZA1 | 13 LAR | 14 ORI | 15 GOR | 16 BER | 17 BIL | 18 ING | Puntos |
| ---- | ------------------------- | ---------------- | ----- | ----- | ----- | ----- | ----- | ----- | ----- | ----- | ----- | ------ | ------ | ------ | ------ | ------ | ------ | ------ | ------ | ------ | ------ |
| 1    | Urdaibai-Umpro Avia       | Bou Bizkaia      | 2     | 2     | 1     | 5     | 4     | 1     | 2     | 1     | 1     | 4      | 2      | 1      | 1      | 1      | 2      | 1      | 4      | 1      | 198    |
| 2    | Orio-Grupo Éibar          | Txiki            | 1     | 1     | 3     | 4     | 1     | 3     | 1     | 5     | 3     | 3      | 1      | 6      | 2      | 4      | 3      | 3      | 1      | 2      | 187    |
| 3    | Hondarribia               | Ama Guadalupekoa | 8     | 8     | 4     | 3     | 2     | 2     | 4     | 6     | 4     | 2      | 6      | 2      | 5      | 2      | 1      | 7      | 2      | 3      | 163    |
| 4    | Castro-Naturhouse         | La Marinera      | 6     | 12    | 5     | 1     | 3     | 7     | 3     | 4     | 6     | 8      | 5      | 3      | 3      | 8      | 4      | 6      | 5      | 7      | 138    |
| 5    | Zarautz-Inmobiliaria Orio | Enbata           | 4     | 7     | 2     | 6     | 7     | 5     | 6     | 11    | 5     | 1      | 4      | 7      | 9      | 5      | 6      | 5      | 3      | 4      | 137    |
| 6    | Pedreña                   | Marina de Cudeyo | 12    | 6     | 8     | 10    | 5     | 4     | 7     | 2     | 2     | 6      | 3      | 5      | 7      | 3      | 5      | 2      | 8      | 5      | 134    |
| 7    | San Pedro-Ecolmare        | Libia            | 9     | 5     | 6     | 8     | 9     | 8     | 5     | 7     | 7     | 9      | 7      | 8      | 12     | 10     | 10     | 4      | 6      | 8      | 96     |
| 8    | Zumaia-Altuna y Uria      | Telmo Deun       | 11    | 4     | 11    | 2     | 8     | 9     | 11    | 3     | 9     | 7      | 11     | 9      | 8      | 7      | 11     | 10     | 7      | 6      | 90     |
| 9    | Laredo                    | La Pejinuca      | 5     | 3     | 10    | 7     | 6     | 6     | 8     | 9     | 10    | 11     | 12     | 12     | 10     | 12     | 8      | 9      | DNP    | DNP    | 70     |
| 10   | Cabo da Cruz              | Cabo da Cruz     | 7     | 10    | 12    | 12    | 12    | 10    | 9     | 8     | 8     | 5      | 8      | 4      | 6      | 9      | 7      | 11     | DNP    | DNP    | 70     |
| 11   | Mecos-Mondariz            | Mequiña          | 3     | 9     | 9     | 9     | 11    | 12    | 10    | 12    | 11    | 12     | 10     | 10     | 4      | 11     | 9      | 8      | DNP    | DNP    | 58     |
| 12   | Arkote                    | Plentzitarra     | 10    | 11    | 7     | 11    | 10    | 11    | 12    | 10    | 12    | 10     | 9      | 11     | 11     | 6      | 12     | 12     | DNP    | DNP    | 43     |

| Color     | Resultado                        |
| --------- | -------------------------------- |
| Oro       | Ganador                          |
| Plata     | Segundo                          |
| Bronce    | Tercero                          |
| Verde     | Puntuó                           |
| Sin color | DNP - Inscrito pero no participó |

### Play-off de ascenso a Liga ACT
Los puntos se reparten entre los cuatro participantes en cada regata.
| Posición | 1.º | 2.º | 3.º | 4.º |
| Puntos   | 4   | 3   | 2   | 1   |

| Pos. | Club           | Trainera     | 1 BIL | 2 POR | Puntos |
| ---- | -------------- | ------------ | ----- | ----- | ------ |
| 1    | Tirán-Pereira  | Pereira      | 2     | 1     | 7      |
| 2    | Arkote         | Plentzitarra | 1     | 3     | 6      |
| 3    | Getaria-Indaux | Esperantza   | 3     | 2     | 5      |
| 4    | Mecos-Mondariz | Mequiña      | 4     | 4     | 2      |